# Hello (井上苑子のアルバム)
『Hello』（ハロー）は、井上苑子の1枚目のオリジナル・アルバム。2016年3月16日にEMI RECORDSから発売された。

## 収録曲

### CD
1. 大切な君へ
2. 線香花火
3. 「君に出会えてよかった」
4. おんなのこ
5. ふたり
6. だいすき。
7. Walk Through Again
8. 赤いマフラー
9. サヨナラバイバイ
10. 雪
11. 右足
12. グッデイ (Hello ver.)

### DVD
「いのうえ夏祭り2017」@東京・新木場STUDIO COAST(2017.8.6)
1. 線香花火
2. ナツコイ
3. おはよう
4. だいすき。
5. メッセージ
6. LOVE LOVE LOVE
7. 雨のラブソング
8. 指輪と合鍵。 with ハジ→
9. スタート！ with ハジ→
10. エール
11. 大切な君へ
12. グッデイ
13. 青とオレンジ
14. ふたり with 柳沢亮太(SUPER BEAVER)
15. 赤を塗って with 柳沢亮太(SUPER BEAVER)
16. なみだ with 柳沢亮太(SUPER BEAVER)
17. ファーストデート
18. 君がいればOK!～サマサマキュンキュン大作戦～
19. ドキュメントムービー